# Ács Ernő
Ács Ernő (Budapest, 1907. március 23. - Budapest, 1991. március 4.) kétszeres Kossuth-díjas magyar fizikus, villamosmérnök, feltaláló.

## Élete
Munka mellett érettségizett, a Magyar Wolfram Lámpagyárban dolgozott, majd a tudományegyetem matematika-fizika szakán végzett. 1934-től a nagytétényi polgári iskola tanára, majd az egyetemen díjtalan tanársegéd, 1937-től a Geofizikai Intézet kutatója. 1939-ben a Dial Telefonkereskedelmi Rt. műszaki tisztviselője, később helyettes műszaki vezetője lett. 1945-től a vállalat műszaki vezetője, 1949-től a Geofizikai Intézet igazgatóhelyettese. 1951-ben a Műszeripari Kutató Intézet igazgatója is, 1952 és 1969 között a Távközlési Kutató Intézet vezetését látta el. 1955-1956-ban a Műszaki Fejlesztési Tanács titkára volt.
Fő kutatási területe: az információelméleti rendszertechnika, a távközlési hálózatok és csatornák, a mikrohullámú teljesítménymérés kérdései. Az 1950-es évek végén feltalálta az "Address Code" telefonközpontot, amely egyes kutatók szerint az Internet (pontosabban a katonai ARPANET) előzményének tekinthető.
Arcképe.